# 松永神社 (久喜市)
松永神社（まつながじんじゃ）は、埼玉県久喜市の神社。

## 歴史
創建年代は不明である。ただ口伝によれば、草加・村上・倉橋の三氏が当地を開拓して、1505年（永正3年）に鈴木三郎慶長が村を開村したと伝えられる。その際、慶長は開拓者三氏を祀る「地神尊」の他に、出身地の紀伊国より熊野権現を勧請し、他にも星宮神社・香取神社・天神社を創建したという。そのことから、室町時代後期に創建されたものと推測される。当社は、そのうちの「星宮神社」が基になっている。幕末に香取神社を合祀し「星宮神社香取神社合殿」と呼ばれるようになった。
1873年（明治6年）、近代社格制度に基づく「村社」に列せられ、1910年（明治43年）の神社合祀により、周辺の3社が合祀された。1914年（大正3年）に「松永神社」に改称された。
当社には、12月1日に行われる「甘酒祭り」という行事がある。かつては実際に甘酒を作り、行事終了後はそれを飲んでいた。しかし戦後の農地改革により社有田が没収され、原料となる米が取れなくなったことから、現在は名称のみ残されている。

## 交通アクセス
- 栗橋駅より徒歩16分。